# James Fortescue Flannery
Sir James Fortescue Flannery (Liverpool, 16 dicembre 1851 – Wethersfield Manor, 5 ottobre 1943) è stato un ingegnere e politico britannico, fondatore e presidente dello studio di progettazione navale Flannery, Baggally & Johnson Marine Engineering di Londra, oltre ad aver ricoperto numerosissimi altri incarichi.

## Biografia
Nacque a Liverpool il 16 dicembre 1851, figlio del capitano John Flannery (1814-1892), di Seacombe, e della signora Elizabeth Kerr. Educato presso il Liverpool College of Science e la Victoria University, in gioventù ebbe il privilegio di compiere diversi viaggi attraverso l'Oceano Atlantico sui velieri comandati da suo padre, acquisendo così una conoscenza pratica delle navi e del mare.
Ha iniziato la sua carriera come garzone nell'ufficio del signor David Campbell, un ingegnere consulente di Liverpool, e dopo alcuni mesi iniziò a lavorare come apprendista per un periodo di cinque anni presso la Britannia Engine Works di James Taylor and Co. a Birkenhead. In quello stesso periodo frequentò i corsi serali presso la Liverpool School of Science ed al termine dei corsi, classificatosi al primo posto, fu insignito del Derby Prize. Durante la consegna dei premi fu presentato a Sir Edward James Reed, già Direttore delle Costruzioni Navali della Royal Navy, e quest'ultimo gli offrì un appuntamento di lavoro presso il proprio studio. In quel periodo lavorava già come disegnatore presso l'allora ditta Fawcett, Preston and Co., Ltd di Liverpool. Sir Edward James Reed fu colpito dalla sua abilità e gli offrì un posto nel suo ufficio di Londra.
Durante i cinque anni successivi acquisì un'ampia conoscenza nella progettazione di macchinari e della loro manutenzione in servizio, navigando nel contempo a bordo di diverse navi, poiché a quel tempo Sir Reed era impegnato nella progettazione di navi da guerra per le marine straniere. Alla fine dei cinque anni decise di mettersi in proprio ed aprì a Londra lo studio di progettazione Flannery, Baggallay and Johnson, Ltd., lavorandovi come ingegnere consulente e architetto navale. In questo ruolo fu in grado di entrare in contatto con molti armatori e si costruì rapidamente una reputazione di consulente in relazione alla progettazione e alla costruzione di navi a vapore per il trasporto delle merci, tanto che furono aperti uffici anche a Liverpool, in collaborazione con E.C. Given, come Flannery and Given, Ltd., e a  Rotterdam con  H.B. Gregson, Wh.Sc., come Flannery e Gregson, Ltd.. Fu anche nominato consulente tecnico della Wallasey Ferries Company. Svolse un ruolo importante nello sviluppo delle petroliere in qualità di consulente e sovrintendente di quelle di proprietà della Shell Transport Company, che era stata fondata dal defunto Lord Bearsted.
Alcune di queste navi erano progettate per trasportare petrolio alla rinfusa e merci generiche durante il viaggio di ritorno, e i miglioramenti da lui apportati consentirono il trasporto di carichi di valore senza danneggiare gli stessi serbatoi che erano stati precedentemente utilizzati per trasportare la benzina. In questo periodo venne elaborato l'uso dell'olio combustibile nell'alimentazione della caldaie marine, al posto del carbone precedentemente utilizzato. I risultati furono talmente incoraggianti che l'Ammiragliato britannico, interessato a quel metodo, inviò alcuni dei suoi ufficiali di macchina a viaggiare sulle navi come osservatori, e le competenze così acquisite si rivelarono utili per l'ulteriore sviluppo della combustione del petrolio sulle navi militari. Fu commissario britannico all'Esposizione universale di Bruxelles, Belgio, nel 1897.
Alla morte di Sir Edward J. Reed nel 1906, Flannery, Baggallay e Johnson, furono invitati a succedergli come ingegneri e architetti navali degli agenti della Corona per le colonie. In connessione con questo lavoro fu responsabile della progettazione e costruzione di un gran numero di navi utilizzate in servizio nei climi tropicali e per l'uso nei Dominion. I suoi servizi alla nazione furono riconosciuti il 14 gennaio 1899, quando fu nominato Cavaliere dalla regina Vittoria, mentre il 13 dicembre 1904 fu nominato baronetto  dal re Edoardo VII. Oltre al essere presidente dello studio Flannery, Baggallay e Johnson, Ltd., della Callender's Cable and Construction Company, Ltd., e della W. & T. Avery & Co. Ltd. di Birmingham, assunse altri incarichi nell'industria, in quanto fu presidente dell'Institute of Marine Engineers (1897-1898), presidente della Liverpool Guild of Marine Engineers and Naval Architects e della Junior Institution of Engineers, fu membro della Institution of Civil Engineers, dello Institution of Mechanical Engineers, di cui fu eletto Membro Onorario nel 1937, dello Institution of Naval Architets, e membro fondatore e primo presidente della Society of Consulting Marine Engineers and Ship Surveyor (1920-1922) di cui fu rieletto presidente (1933-1934). 
Inoltre fu amministratore della Barclays Bank, Ltd., presidente della E.W Tarry & Co. Ltd., direttore della London and South Western Bank, presidente della Railway Clerks' Association (1900-1906), e nel 1880 entrò nei Lloyd's di Londra dapprima come abbonato annuale e poi come associato dal 1893, di cui fu membro stimato del Comitato tecnico del Lloyd's Register of Shipping.
Membro del Royal Dockyard Committee of Labour, esaminatore di ingegneria presso il City London of College, apparve spesso come consulente nelle udienze presso l'Alta corte di Londra, il cui presidente Lord Saint Helier lo definì l'indiscusso leader della sua professione.

### La vita politica
Nelle Elezioni generali nel Regno Unito del 1895 decise di candidarsi al Parlamento nel West Yorkshire (Collegio di Shipley), e una volta eletto, lo rappresentò fino al 1906, venendo rieletto nelle Elezioni generali nel Regno Unito del 1900.  Dopo una pausa di quattro anni, durante i quali contestò senza successo i risultati del collegio di Cardiff nelle Elezioni generali nel Regno Unito del 1906, ritornò alla Camera dei Deputati in seguito alle Elezioni generali nel Regno Unito del gennaio 1910 come membro per il collegio di Maldon, nell'East Essex, il collegio elettorale in cui risiedeva, venendo riconfermato in quelle del dicembre dello stesso anno. Rieletto nelle Elezioni generali nel Regno Unito del 1918, si dimise dal suo incarico nel 1922, a causa della pressione degli affari. Negli anni precedenti lo scoppio della prima guerra mondiale fu sempre, insieme a Lord Charles Beresford, e ad altri, forte sostenitore in Parlamento della costruzione e del mantenimento di una potente Marina Militare, riuscendo a sconfiggere il tentativo di ridurre le costruzioni navali a beneficio dell'economia britannica.
Fu uno dei luogotenenti di Sua Maestà per la City di Londra e prestò servizio come giudice civile per il Surrey, il Kent, l'Essex e a Londra. Si spense nella sua dimora a Wethersfield Manor, nell'Essex, il 5 ottobre 1943.

### Annotazioni
1. ↑  Una istituzione che in seguito venne fusa nella Università di Liverpool.
2. ↑  Fu baronetto di Wethersfield Manor e poi Lord of the Manor of Wethersfield. Nel 1882 sposò Edith Mary Emma Jenkyn, figlia di Osborn Jenkyn di Ealing che gli diede due figlie Kathleen e .
3. ↑  Candidatosi con il Partito Liberale Unionista ottenne 5.999 voti nel 1895, e 6.284 nel 1900.
4. ↑  Lasciava una proprietà del valore di oltre 400.000 sterline, di cui 150.000 pagate in tasse

### Fonti
1. 1 2 3 4 5 6 7 8 9 10 11 12 13 14 15 16  Eircom.
2. 1 2 3 4 5 6 7 8 9 10 11 12  Gracesguide.
3. ↑  Franks, Nunnally 2011, p. 65.
4. ↑  Feldman 2015, p. 349.